# Alessandra Giungi
Alessandra Giungi (* 5. Mai 1966 in Rom) ist eine ehemalige italienische Judoka. Sie war 1991 Weltmeisterin sowie 1988 und 1995 Europameisterin.

## Sportliche Karriere
Die 1,59 m große Giungi kämpfte fast durchgängig im Halbleichtgewicht, der Gewichtsklasse bis 52 Kilogramm. Bei den Europameisterschaften 1987 gewann sie eine Bronzemedaille, nachdem sie im Halbfinale gegen die Französin Dominique Brun verloren hatte. Bei den Weltmeisterschaften 1987 unterlag sie im Viertelfinale der Japanerin Kaori Yamaguchi, kämpfte sich aber in der Hoffnungsrunde zur Bronzemedaille durch. 1988 siegte Giungi im Finale der Europameisterschaften über die Finnin Jaana Ronkainen. Bei den Olympischen Spielen 1988 wurden Wettbewerbe im Frauenjudo als Demonstrationssportart angeboten. Beim olympischen Turnier gewann Giungi zwei Kämpfe und verlor gegen die Britin Sharon Rendle, Giungi belegte den dritten Platz.
Bei den Europameisterschaften 1989 unterlag Giungi im Halbfinale Sharon Rendle und im Kampf um Bronze Dominique Brun, Giungi belegte den fünften Platz. Bei den Weltmeisterschaften in Belgrad erreichte sie das Finale und gewann Silber hinter Sharon Rendle. 1991 gewann Giungi bei den Europameisterschaften Bronze, nachdem sie gegen die Französin Fabienne Boffin verloren hatte. Wie 1989 erreichte Giungi auch bei den Weltmeisterschaften 1991 in Barcelona das Finale, nachdem sie unter anderem Fabienne Boffin besiegt hatte. Im Finale traf sie auf Sharon Rendle, diesmal gewann Giungi und war Weltmeisterin. Bei den Europameisterschaften 1992 verlor Giungi gegen die Britin Loretta Doyle, im Kampf um Bronze gewann die Italienerin gegen die Deutsche Carmen Schuler. Bei den Olympischen Spielen 1992 in Barcelona waren die Wettbewerbe im Frauenjudo erstmals Teil des offiziellen Programms. Nach zwei Siegen zum Auftakt unterlag Giungi im Viertelfinale der Japanerin Noriko Mizoguchi. In der Hoffnungsrunde gewann Giungi erneut zwei Kämpfe und verlor dann gegen die Chinesin Li Zhongyun, so dass Giungi als amtierende Weltmeisterin nur den fünften Platz belegte.
1993 unterlag Giungi im Halbfinale der Europameisterschaften der Französin Cécile Nowak, siegte aber im Kampf um Bronze gegen die Belgierin Heidi Goossens. Auch bei den Judo-Weltmeisterschaften 1993 erreichte Giungi das Halbfinale. Nach Niederlagen gegen Almudena Muñoz und gegen Cécile Nowak belegte sie letztlich den fünften Platz. 1994 unterlag Giungi im Finale der Europameisterschaften der Polin Ewa-Larysa Krause. Ein Jahr später gewann sie den Titel durch einen Finalsieg über Heidi Goossens. Bei den Europameisterschaften 1996 besiegte sie Ewa-Larysa Krause im Halbfinale, unterlag aber im Finale Sharon Rendle. In ihrem letzten großen Wettkampf bei den Olympischen Spielen 1996 verlor Giungi ihren ersten Kampf gegen Hyun Sook-hee aus Südkorea. In Der Hoffnungsrunde schied sie gegen die Argentinierin Carolina Mariani aus.

## Italienische Meistertitel
- Halbleichtgewicht: 1985, 1986, 1987, 1991, 1993, 1994
- Leichtgewicht: 1989